# Хереманс, Альберт
Альбе́рт Хе́реманс (нидерл. Albert Heremans; 13 апреля 1906, Merchtem, Халле-Вилворде — 15 декабря 1997) — бельгийский футболист, играл на позиции защитника. Участник чемпионата мира 1934 года.

## Биография

### Клубная карьера
Всю свою карьеру Хереманс играл за «Даринг» из Брюсселя. В составе «Даринга» он выиграл два чемпионских титула в 1936 и 1937 годах, а также Кубок Бельгии в 1935 году. Завершил карьеру в 1942 году.

### Карьера в сборной
Дебютировал за сборную Бельгии 6 декабря 1931 года в товарищеском матче со сборной Швейцарии — Бельгия выиграла ту встречу 2:1. Входил в состав сборной Бельгии на чемпионате мира 1934 года, где сыграл в единственном матче со сборной Германии — Бельгия проиграла со счётом 2:5. Всего за сборную Бельгии сыграл 7 матчей.

### Смерть
Скончался 15 декабря 1997 года в возрасте 91 года.

## Достижения
«Даринг» (Моленбек)
- Чемпион Бельгии (2): 1935/36, 1936/37
- Обладатель Кубка Бельгии (1): 1934/35